# Pseudischnolea kaszabi
Pseudischnolea kaszabi är en skalbaggsart som beskrevs av Stefan von Breuning 1953. Pseudischnolea kaszabi ingår i släktet Pseudischnolea och familjen långhorningar. Inga underarter finns listade i Catalogue of Life.